# فيرا كروموفا
فيرا إيزاكوفنا غروموفا (الروسية: Вера Исааковна Громова - بالإنجليزية : Vera Gromova) ولد يوم 8 مارس 1891 , و توفي يوم 21 يناير 1973. كانت عالم حفريات سوفيتية معروف بدراستها عن ذبذبات الأحافير (الثدييات ذات الحوافر). عملت في أكاديمية العلوم الروسية ، حيث كانت في الفترة من 1919 إلى 1942 رئيسًا لعلم العظام ، ومتحف علم الحيوان ، ومن 1942 إلى 1960 في معهد علم الأحافير ، حيث كانت رئيسة مختبر الثدييات من عام 1946 فصاعدا.

## أعمالها
تشمل :
- تاريخ الخيل (جنس Equus)
- في العالم القديم (1949)
- أساسيات علم المتحجرات: الثدييات (1968).